# Фаткулина, Гульнара Рашитовна
Гульнара Рашитовна Фаткулина (род. 25 декабря 1971, Ленинабад) — советская, позднее российская велогонщица.

## Карьера
Бронзовый призёр чемпионата мира 1992 года в командной шоссейной гонке в составе сборной России.
Бронзовый призёр чемпионата мира 1996 года в гонке на треке.
Чемпион России 1993 года.
В 1997 году закончила Кубанский государственный университет физической культуры, спорта и туризма.